# Tito Augusto Pereira de Matos
Tito Augusto Pereira de Matos (? — ?) foi um político brasileiro.
Foi presidente da província do Maranhão, de 5 de outubro a 18 de novembro de 1889.